# Muggiaea bargmannae
Muggiaea bargmannae is een hydroïdpoliep uit de familie Diphyidae. De poliep komt uit het geslacht Muggiaea. Muggiaea bargmannae werd in 1954 voor het eerst wetenschappelijk beschreven door Totton. 